# Dorfkirche Feldheim (Treuenbrietzen)

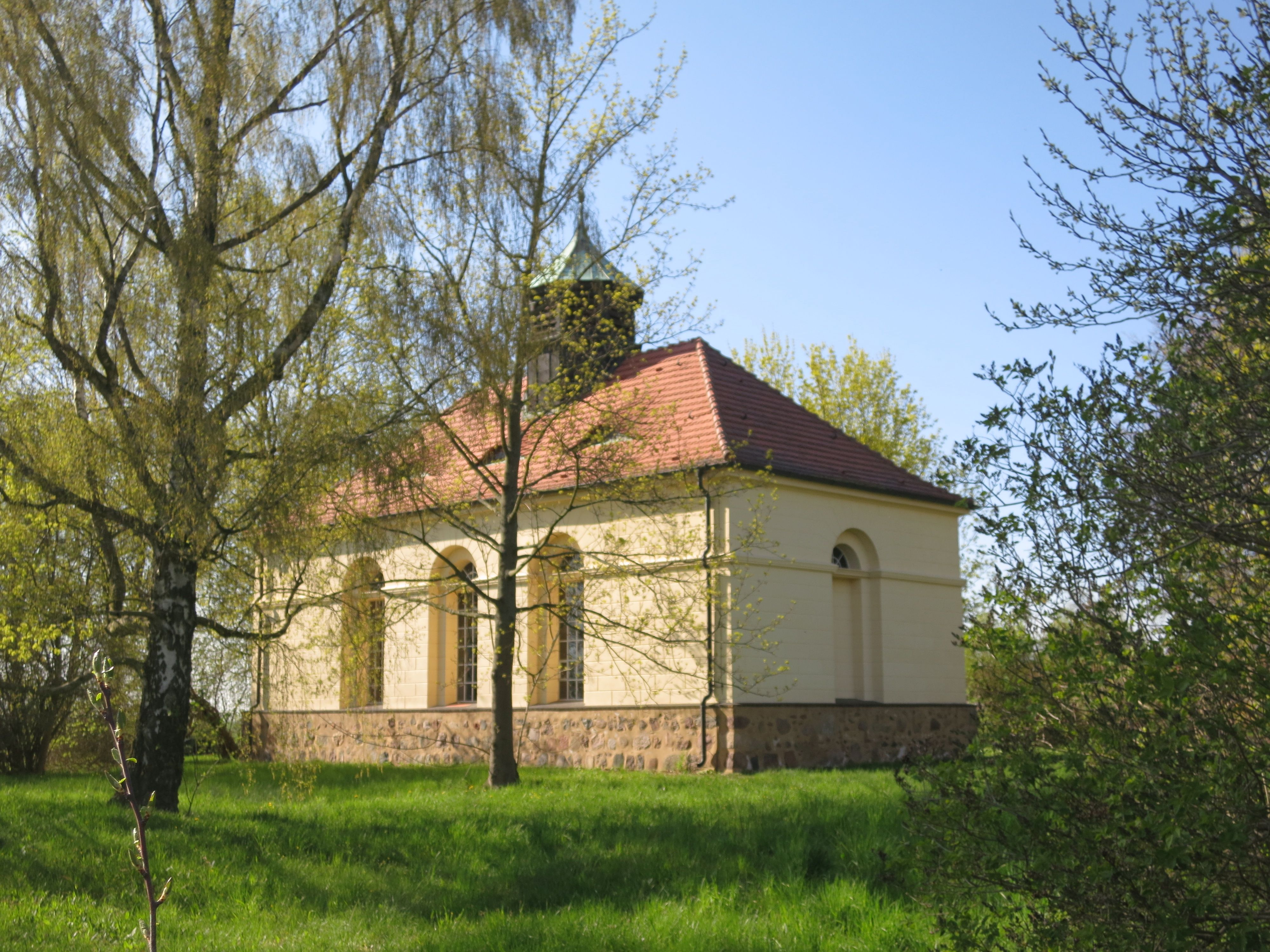
Kirche in Feldheim (2016)

Die Dorfkirche Feldheim  befindet sich in Feldheim, einem Ortsteil von Treuenbrietzen in Brandenburg. Sie liegt in der Ortsmitte westlich der als Lindenstraße bezeichneten Hauptstraße, das umgebende Areal wird als Friedhof genutzt. Charakteristisch für den Bau sind die an beiden Längsseiten zur Mitte gezogenen Rundbogenfenster, welche den Kirchensaal mit seiner dreiseitigen Empore auf dorischen Holzsäulen erhellen.
Die Kirche gehört zum Pfarrbereich Blönsdorf im Kirchenkreis Wittenberg. Das BLDAM führt sie als Baudenkmal mit der Nummer 09190151.

## Geschichte
Um 1812 wurde Feldheim als Dorf mit Kirche im Topographisch-militärischen Atlas des Königreichs Sachsen kartiert.
Als Teilhandlung der napoleonischen Befreiungskriege wurde der bestehende Sakralbau im Frühjahrsfeldzug 1813 von den Franzosen zerstört. Der Lehrer und Küster Johann Friedrich Simon setzte sich für die von 1828 bis 1830 erfolgte Wiederherstellung der Kirche ein. Sie wurde bis auf die Grundmauern unterhalb der Fensterunterkante abgerissen und aus Ziegelsteinen nach von Karl Friedrich Schinkel überarbeiteten Plänen im klassizistischen Stil, aber ohne Turm neu errichtet. Gottesdienste wurden währenddessen in Pfarrhäusern abgehalten. Die Wiedereinweihung fand am 16. August 1830 statt.
Im Jahr 1932 wurde auf die Feldheimer Kirche ein oktogonaler Dachreiter aufgesetzt und mit einer Glocke ausgestattet. Ein Jahr später wurden Innenrenovierungsarbeiten vorgenommen.
Im Jahr 2010 erhielt die Kirche durch das Projekt Feldheim – Energieautarker Ortsteil einen Stromanschluss. Ebenso erfolgte die Sanierung der Außenfassade einschließlich Erneuerung der Fensterscheiben nach historischem Vorbild. Die Fensterrahmen wurden erhalten. Im Jahr 2011 wurde nach rund 40 Jahren die bis dahin unspielbare Orgel instand gesetzt. Darauf folgten die Innenrenovierung und die Ausstattung mit Leuchten.
Am 29. November 2020 wurde eine zweite, neu gegossene Glocke eingeweiht. Nach fast 80 Jahren mit einer einzelnen Glocke wurde damit die historische Konfiguration des seit 1865 bestehenden Geläuts wiederhergestellt.